# Плетеничи
Плетеничи (укр. Плетеничі) — село в Перемышлянской городской общине Львовского района Львовской области Украины.
Население по переписи 2001 года составляло 196 человек. Занимает площадь 1,6 км². Почтовый индекс — 81242. Телефонный код — 3263.